# Karen Roeds
Karen Roeds, född cirka 1560, död 1620, var en dansk kvinna som avrättades för häxeri i Ribe. Hennes fall är typiskt för den stora häxjakten i Danmark 1617-1625, och hon tillhör de mer kända offren för denna häxjakt. 
En ny häxlag, Trolddomsforordningen af 1617, som gjorde häxförföljelser lättare och uppmanade alla lokala ämbetsmän att särskilt uppmärksamma och ingripa mot alla fall av trolldom, hade vid denna tidpunkt förorsakat den största häxjakten i Danmarks historia. Häxjakten i Jylland är särskilt väldokumenterad, och i Ribe pågick en häxjakt som under sommaren 1620 hade resulterat i avrättningen av tre kvinnor innan Roeds blev gripen. 
Karen Roed var en gift kvinna i sextioårsåldern från den fattigare delen av allmogen, som hade ryktats vara en häxa i flera år innan hon greps, troligen angiven av en redan arresterad person. Hon ställdes inför rätta, och ett stort antal personer kom för att vittna mot henne. Hennes make försökte samla ihop tillräckligt många karaktärsvittnen för att svära henne fri, men misslyckades, möjligen för att de som vittnade till förmån för en person som anklagades för häxeri själv blev misstänkliggjord. Allt detta var typiskt för de många häxerimål som ägde rum i Danmark vid samma tid. 
Roed ställdes inför rätta 13 juli 1620. Hon anklagades för att äga ett vaxbarn, som hade blivit född av en kvinna och som hon hade fått av en inneboende man; hon erkände att hon hade ägt en sådan docka men att den hade blivit bränd eller hämtad av mannen hon fått den av. 
Nästa anklagelse gällde att hon hade gjort en man sjuk sedan han grälat med hennes make; hans änka vittnade om att de haft en konflikt om pengar och att mannen efteråt insjuknat och dött. Den tredje anklagelsen var att hon skulle ha kastat sjukdom på en dräng, sedan han retat hennes barnbarn för att Karen var en häxa. Den fjärde anklagelsen var att hennes före detta styvmor påstod att Karen gjorde hennes man (inte Karens far) impotent. Ytterligare anklagelser handlade om att människor ska ha blivit psykiskt eller fysiskt sjuka efter att ha blivit hotade av Karen eller haft en konflikt med henne. Fiskaren Anders uppgav att Karen, efter en konflikt, hade sänt honom på ett ärende till en trollkarl och att en färd som skulle ha tagit 24 timmar bara tagit fem. Samma barnbarn som blivit retad för att Karen ansågs vara en häxa, hade enligt ett vittne sagt att hon träffat trollkvinnor, och tvingades nu inför rätten uppge att Karen hade tagit henne till en häxsabbat. 
Karen Roed nekade till alla anklagelser utom barnbarnets historia, där hon valde att tiga, vilket sågs som försvårande. Hon dömdes till att brännas på bål 4 augusti. Som brukligt i danska häxprocesser, blev hon torterad efter sin dom, då hon erkände sig skyldig till alla anklagelser och angav tolv medbrottslingar, alla antingen redan avrättade för häxeri eller de allra fattigaste i samhället. 